# 宮田沙紀
宮田 沙紀（みやた さき、1988年3月29日 - ）は、日本の女性アーティスト・歌手である。愛知県名古屋市出身。プレシャストーンミュージック所属。

## 略歴・人物
10歳の頃（1998年）、沖縄アクターズスクール名古屋校に通い歌とダンスのレッスンを受ける。2009年、「ガールズアワード2009」内で行われたオーディションに出場し、審査員特別賞を受賞。これを機にアーティスト活動を本格化する。
2012年冬、若手トラックメーカーとして注目される「HOMARE」を起用したオリジナル曲を制作。2014年からは自身主催のライブ・イベントを行う一方、稲沢市にある「IICダンスサークル」の講師も務める等積極的に活動している。
同じ名古屋市出身のモデルで歌手でもある紗羅マリーと親交が深い。

## 楽曲
- One Way
- Key
- Because of you
- HAPPY WONDER LAND
- I know You know
- YOU&ME
- Wishing you
- Precious One

## ライブ
- 2014年3月9日 届けよう!東海から元気を!! 2014 ＠アスナル金山
- 2014年5月25日 初主催ライブ「Key to STYLE vol.1」　＠名古屋six dog
- 2014年7月6日 プレシャストーンミュージック SHOW CASE LIVE Vol.10 ＠青山レッドシューズ[3]
- 2014年9月7日 ２度目の主催ライブ「Key to STYLE vol.2」　＠名古屋six dog
- 2015年3月15日 届けよう!東海から元気を!! 2015 ＠アスナル金山
- 2015年4月11日 東海エコフェスタ2015春 ＠愛・地球博記念公園[4]

## ラジオ
- ＠FM（FM AICHI）『LOTUS WAY』第2週目“LW lounge”（2015年4月15日～）
- Radio NEO『Morning NEO -SUNNY-』金曜日（2016年7月8日～2017年1月27日）